# Fontaine des Grenouilles
Cet article concerne la Fontaine des Grenouilles de Rome. Pour celle de Séville, voir Fontaine des Grenouilles (Séville).
 (avril 2023).
Si vous disposez d'ouvrages ou d'articles de référence ou si vous connaissez des sites web de qualité traitant du thème abordé ici, merci de compléter l'article en donnant les références utiles à sa vérifiabilité et en les liant à la section « Notes et références ».
La fontaine des Grenouilles (italien : Fontana delle Rane) est située à Rome, au centre de la piazza Mincio, dans le quartier Coppedè.

## Histoire
Sur un projet datant de 1915, l'architecte Gino Coppedè construit entre 1921 et 1927, l'année de sa mort, un quartier “résidentiel” dans le quartier de Trieste, qui était alors appelé “la Savoie”. C'était un groupe de palais et de bâtiments conçus dans un style absolument original, mélange d'éléments architecturaux médiévaux, renaissance, baroque et Art Nouveau, avec des références au classicisme du grec, construit autour d'un noyau central de la place Mincio.
Au centre de la place, le même architecte a conçu et construit en 1924 une fontaine monumentale dans le style baroque[réf. nécessaire].

## Description
La fontaine est constituée de deux vasques. Sur la vasque inférieure, un jet d'eau sort de la bouche d'une grosse grenouille. Sur le rebord de la vasque supérieure, sont accroupies huit petites grenouilles, qui crachent de petits jets d'eau à l'intérieur de la vasque. 
La composition est comparable à celle de la Fontaine des tortues, piazza Mattei avec des coquillages et la présence d'une grande abeille sur le bord de la vasque inférieure. 